# Автофрадат
Автофрадат (д/н — бл. 325 до н. е.) — державний та військовий діяч часів падіння імперії Ахемендів та на початку імперії Олександра Македонського. У Квінта Курція Руфа — Фрадат.

## Життєпис
Походження невідомо, але напевне належав до перської чи мідійської знаті. Вперше згадується з приводу участі в битві при Гавгамелах 331 року до н. е. На той час обіймав був намісником племені каспіїв. Проте така сатрапія невідома. Тому він напевне підпорядковувався якомусь сатрапу, біля Каспійського моря, можливо, Фратаферну.
Після поразки персів Автофрадат відступив до земель тапурів, тут намагався організувати опір, але зазнав поразки. Згодом здався Кратеру і Ерігію, з яким прибув до двору Олександра Македонського, що перебував в Задракарті (Гірканія). Останній призначив Автофрадата сатрапом тапурів, а потім мардіїв. Курцій вказує, що Автофрадат став також сатрапом Гірканії.
У 328 році до н. е. через складну ситуацію македоніян у Согдіані перестав виконувати накази Олександра, не привівши йому свої загони. За це цар наказав Фратаферну, сатрапу Парфії, приборкати Автофрадата. Останній на початку 327 року до н. е. зазнав поразки, втративши владу над Гірканією. Можливо, зберіг владу лише над мардіями.
Наприкінці 325 або на початку 324 року до н. е. після повернення з індійського походу Олександр Македонський наказав стратити Автофрадата через «підозру в домаганнях на царську владу».